# إيف برجر
إيف برجر (بالفرنسية: Yves Berger) كاتب وناشر فرنسي، ولد في 14 يناير 1931 بأفينيون وتوفى في 16 نوفمبر 2004 في باريس. كان رئيس دار نشر غراسيه منذ عام 1960 حتى عام 2000. حصل على جائزة فيمينا الأدبية عام 1962.

## روابط خارجية
- إيف برجر على موقع IMDb (الإنجليزية)
- إيف برجر على موقع قاعدة بيانات الفيلم (الإنجليزية)